# Eriogonum hieracifolium
Eriogonum hieracifolium är en slideväxtart som beskrevs av George Bentham. Eriogonum hieracifolium ingår i släktet Eriogonum och familjen slideväxter. Inga underarter finns listade i Catalogue of Life.